# Henri Seroka

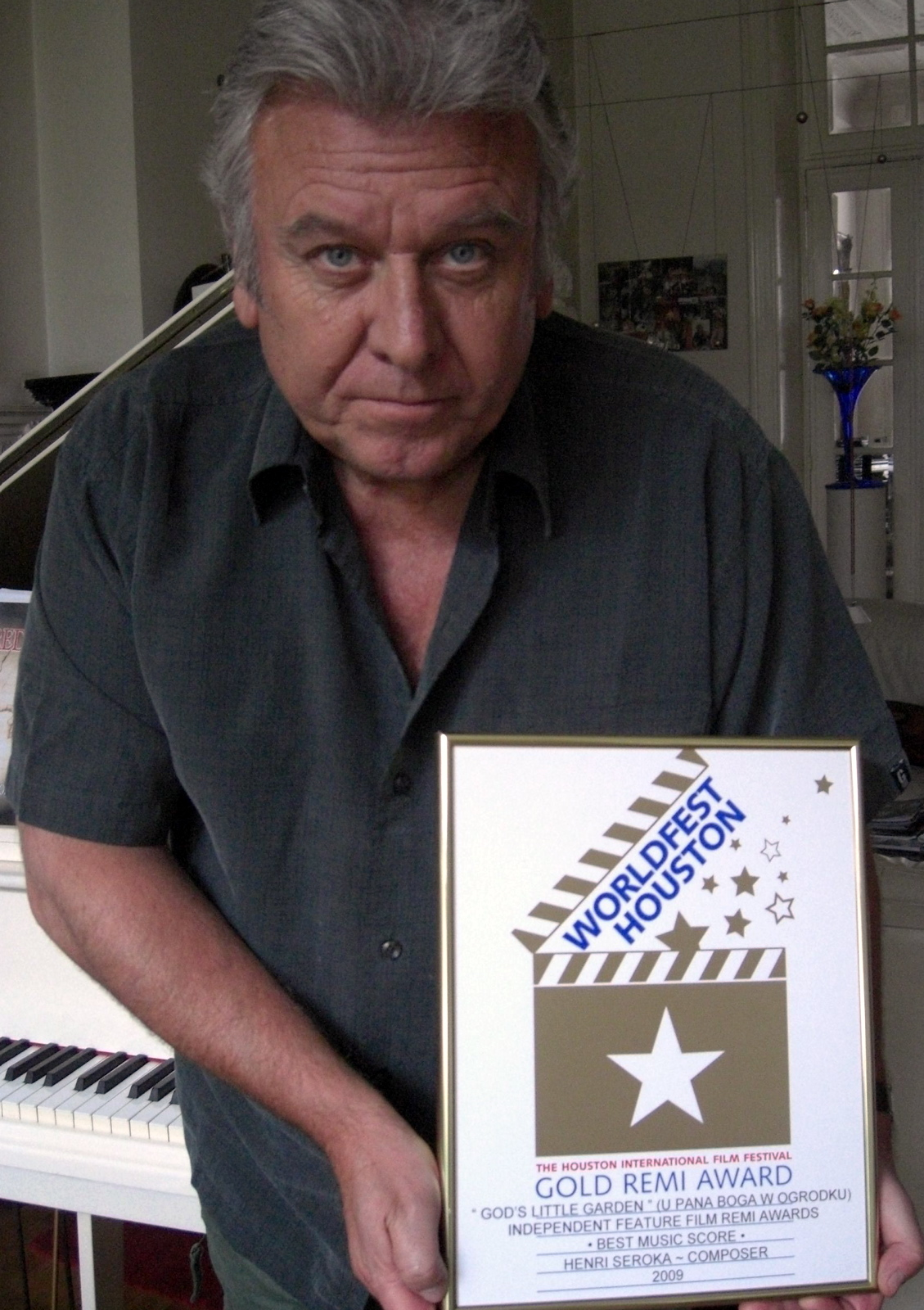
Henri Seroka

Henri Seroka (* 9. Mai 1949 in Anderlecht) ist ein belgischer Komponist polnischer Abstammung. Er ist verheiratet und hat einen Sohn.

## Leben
Seroka wurde als Sohn eines polnischen Vaters und einer deutschen Mutter in Belgien geboren. Er wohnt in Brüssel, wo sich auch sein privates Tonstudio befindet.
Serokas Karriere begann Ende der 60er Jahre. Als Sänger trat er auf den Bühnen in Belgien, Frankreich, Polen, Deutschland (auch DDR), USA, Japan und UdSSR auf. Das Komponieren war seit vielen Jahren seine größte Leidenschaft (Ernste- und Popmusik).
Er war häufiger Gast in zahlreichen Fernseh- und Radiosendungen in Polen, Belgien und Frankreich. Neben seinem Wirken als Sänger fungierte er nun auch als Autor für andere Künstler, darunter Ivan Rebroff, Betty Dorsey, Lulu, Jean-Pierre Cassel, Dorothée, Roland Kaiser, Gunter Gabriel. Seroka komponierte auch Kindermusik (The Smurfs).
Im Jahr 1984 bekam er die Goldene Platte für die Komposition Avanti la Vie im Wettbewerb der Eurovision Song Contest. Für die Olympischen Spiele in Los Angeles (1984) komponierte er im Rahmen der European Theme Representation einige Musikstücke, was ihm die zweite Goldene Platte einbrachte.
Der polnische Regisseur Jacek Bromski ließ für eine Reihe seiner Spielfilme die Musik von Seroka komponieren. Seine wichtigsten internationale Filme sind Alice, Ataturk und The Art of Love.
Für die polnische Comedy TV-Serie „In God´s Little Garden“ bekam Henri Seroka zusammen mit dem Regisseur Jacek Bromski beim 42. Internationalen Filmfestival 2009 in Houston/USA eine 3-fach Auszeichnung: „Special Award“ der Jury, „Grand Prix“ in der Kategorie „Best Foreign Film“ (bester fremdsprachiger Film) und den „Gold Remi Award“ für die beste Filmmusik.

## Filmografie (Auswahl)
- 1982: Alicja im Horrorland (Alicja)
- 1986: Kohlenstaub und Glitzerträume (Flight of the Spruce Goose)
- 1988: Schieß doch, Bulle! (Zabij mnie, glino)
- 1990/1991: Sebastian Superbär – Retter aus dem Weltall (Beertje Sebastiaan: De geheime Opdracht), englisch Sebastian Star Bear – First Mission[1]
- 2011: Der Konsul von Bordeaux (O Cônsul de Bordéus)